# 藤 (駆逐艦)
| 同型艦の「栗」 |                                                                   |
| 艦歴           |                                                                   |
| 計画           | 1917年度（八四艦隊計画）                                          |
| 起工           | 1919年12月6日                                                     |
| 進水           | 1920年11月27日                                                    |
| 就役           | 1921年5月31日                                                     |
| その後         | 戦後オランダに譲渡、解体                                          |
| 除籍           |                                                                   |
| 性能諸元       |                                                                   |
| 排水量         | 基準：770t                                                        |
| 全長           | 83.82m                                                            |
| 全幅           | 7.93m                                                             |
| 吃水           | 2.44m                                                             |
| 主缶           | ロ号艦本式罐・重油焚3缶                                           |
| 主機           | オールギアードタービン2基2軸 21,500hp                             |
| 最大速力       | 36.0kt                                                            |
| 航続距離       | 14ktで3000海里                                                    |
| 燃料           | 重油250t                                                          |
| 乗員           | 107名                                                             |
| 兵装           | 12cm単装砲3門 53cm連装魚雷発射管2基4門 6.5mm単装機銃2基 爆雷×60個 |

藤（ふじ、ふぢ）は、日本海軍の駆逐艦。樅型駆逐艦の13番艦である。

## 艦歴
1921年5月31日、駆逐艦建造で有名な藤永田造船所が手掛けた初の駆逐艦として竣工。二等駆逐艦に類別され、以降は艦隊任務や水雷学校練習艦任務に従事した。
1926年3月の大沽口事件で、「藤」は姉妹艦の「薄」、「萩」、「蔦」らとともに蒲田静三司令が率いる第15駆逐隊に所属しており、中国の大沽沖に停泊していたが、大沽沖に停泊していては迅速な連絡ができないうえに風波が強いとして、蒲田司令は艦隊司令の許可を待たずに駆逐艦「藤」、「薄」からなる艦隊で大沽口への侵入を強行した。その遡行中に中国国民軍から猛烈な射撃を受けたため、「藤」の機銃で中国側の陸上砲台に反撃し、艦隊は大沽沖に戻った。この戦闘で藤に座乗していた蒲田司令以下3名が負傷している。
1940年4月1日には哨戒艇に類別され、「第三十六号哨戒艇」と改名された。1942年からはソロモン方面に進出して船団護衛を行った。また、1942年8月17日のアメリカ軍によるマキン奇襲上陸を受けて駆逐艦2隻と「第三十六号哨戒艇」によるトラックからマキンへの増援の陸戦隊輸送が行われ、「第三十六号哨戒艇」は8月17日にトラックを出発して8月22日にマキンに着いた。

1944年3月30日にパラオで敵機の攻撃を受け損傷、そのままスラバヤで終戦を迎えた。
戦後、復員船として引き上げ作業に従事中、ジャワ島付近でインドネシア海軍に奪取されるが、後にイギリス・オランダ海軍が出動し奪還された。その後、1946年7月に戦時賠償艦としてオランダに譲渡され、解体された。

## 歴代艦長
※『日本海軍史』第9巻・第10巻の「将官履歴」及び『官報』に基づく。

### 艤装員長
- 神山忠 少佐：1921年3月1日[2] -

### 駆逐艦長
- 神山忠 少佐：1921年5月31日[3] - 1922年12月1日[4]
- 若木元次 少佐：1922年12月1日[4] - 1923年5月1日[5]
- 佐竹義男 少佐：1923年5月1日[5] - 1923年12月1日[6]
- 岩原盛恵 少佐：1923年12月1日[6] - 1924年8月20日[7]
- 藤田類太郎 少佐：1924年8月20日 - 1926年2月1日
- 武田喜代吾 少佐：1926年2月1日[8] - 1928年12月10日[9]
- 島崎利雄 少佐：1928年12月10日 - 1930年12月1日
- 門田健吾 大尉：1930年12月1日[10] - 1931年10月5日[11]
- （兼）広瀬貞年 大尉：1931年10月5日[11] - 1931年12月1日[12]
- 岡本義助 少佐：1931年12月1日 - 1932年3月10日
- 篠原弘 大尉：1932年3月10日[13] - 1933年9月30日[14]
- 高橋亀四郎 大尉：1933年9月30日 - 1934年11月15日
- 宇垣環 大尉：1934年11月15日[15] - 1936年5月26日[16]
- 愛甲文雄 大尉：1936年5月26日[16] - 1936年12月1日[17]
- 上杉義男 少佐：1936年12月1日[17] - 1937年4月6日[18]
- 愛甲文雄 少佐：1937年4月6日[18] - 1937年12月1日[19]
- 川崎睦郎 少佐：1937年12月1日[19] - 1938年9月15日[20]
- 成沢千直 少佐：1938年9月15日 - 1939年2月20日[21]